# 北阿米蒂維爾 (紐約州)
北阿米蒂維爾（英語：Amityville）是位於美國紐約州薩福克縣的普查規定居民點。

## 人口
根據2020年美國人口普查的數據，北阿米蒂維爾的面積為6.10平方千米，皆為陸地。當地共有人口18643人，而人口密度為每平方千米3,056.23人。